# Tripterospermum
Tripterospermum är ett släkte av gentianaväxter. Tripterospermum ingår i familjen gentianaväxter.

## Dottertaxa tillTripterospermum, i alfabetisk ordning[1]
- Tripterospermum alutaceifolium
- Tripterospermum australe
- Tripterospermum brevidentatum
- Tripterospermum brevilobum
- Tripterospermum chevalieri
- Tripterospermum chinense
- Tripterospermum coeruleum
- Tripterospermum cordatum
- Tripterospermum cordifolioides
- Tripterospermum cordifolium
- Tripterospermum discoideum
- Tripterospermum distylum
- Tripterospermum fasciculatum
- Tripterospermum filicaule
- Tripterospermum hirticalyx
- Tripterospermum hualienense
- Tripterospermum lanceolatum
- Tripterospermum lilungshanense
- Tripterospermum luzoniense
- Tripterospermum maculatum
- Tripterospermum membranaceum
- Tripterospermum microcarpum
- Tripterospermum microphyllum
- Tripterospermum nienkui
- Tripterospermum nigrobaccatum
- Tripterospermum pallidum
- Tripterospermum pingbianense
- Tripterospermum puberulum
- Tripterospermum robustum
- Tripterospermum sumatranum
- Tripterospermum taiwanense
- Tripterospermum tanatorajanense
- Tripterospermum trinervium
- Tripterospermum volubile